# Suga Suga
Suga Suga (englisch für „Zuckersüße“) ist ein Lied des US-amerikanischen Rappers Baby Bash in Kooperation mit dem US-amerikanischen Soulsänger Frankie J. Das Stück ist die zweite Singleauskopplung aus seinem dritten Studioalbum Tha Smokin’ Nephew.

## Entstehung und Artwork
Geschrieben wurde das Lied von beiden Interpreten Francisco Bautista (Frankie J) und Ronald Bryant (Baby Bash) und Nathan „Happy“ Perez, der die Single auch produzierte. Der Mix stammt von James Hoover. Gemastert wurde das Lied unter der Leitung von Gary Moon. Die Single wurde beim Musiklabel Universal veröffentlicht und durch Universal Music Publishing vertrieben. Auf dem Cover der Maxi-Single ist – neben Künstlernamen und Liedtitel – Baby Bashs Oberkörper zu sehen.

## Veröffentlichung und Promotion
Die Erstveröffentlichung von Suga Suga erfolgte am 5. August 2003 in den Vereinigten Staaten. Die Veröffentlichung im deutschsprachigen Raum folgte am 8. März 2004. Die australische und US-amerikanische Maxi-Single beinhaltet neben der Radioversion eine A-cappella- und Instrumentalversion von Suga Suga, sowie die Lieder Feelin’ Me (feat. Russ Lee) und Early in da Morning als B-Seite. Die reguläre Maxi-Single im deutschsprachigen Raum beinhaltet neben der Radioversion eine Remixversion von Suga Suga und das Lied Sexy Eyes (Da Da Da Da) als B-Seite. Zudem war das Stück auch als 2-Track-Single erhältlich, die nur die Radio- und Remixversion beinhaltete. Weltweit wurde auch eine 12"-Schallplatte von Suga Suga veröffentlicht. Diese beinhalte die Album-, A-cappella-, Instrumental- und eine Reggaeversion des Liedes. Zudem wurden regional viele verschiedene Remix-Singles und EPs, zu Promotion zwecken, veröffentlicht. Unter anderem war Suga Suga (Reggae Mix) Teil des Soundtracks zu Be Cool – Jeder ist auf der Suche nach dem nächsten großen Hit.
Remixversionen
- Suga Suga (Afreex Remix)
- Suga Suga (Bugati Remix)
- Suga Suga (Dancehall Remix)
- Suga Suga (Novy Remix)
- Suga Suga (Happy Perez Remix)
- Suga Suga (Reggae Mix)

## Inhalt
Der Liedtext von Suga Suga ist in englischer Sprache verfasst und bedeutet ins Deutsche übersetzt „Zuckersüße“. Die Musik und der Text wurden gemeinsam von Baby Bash und Frankie J verfasst. Musikalisch bewegt sich das Lied im Bereich des Hip-Hop, Contemporary R&B und der Popmusik. Die Strophen werden von Baby Bash gerappt, die Bridge und der Refrain werden von Frankie J gesungen.
Das Lied beinhaltet eine Sample des Barry White Liedes I’m Gonna Love You Just a Little More Baby. Inhaltlich besingt Bash sein Leben als Playboy und was er gerne mit Frauen macht, was oft Drogen- oder Sexbezogen zu verstehen ist.
| “You got me lifted shifted higher than a ceiling. And ooh wee it’s the ultimate feeling. You got me lifted feeling so gifted. Suga how you get so fly?” – Refrain, Originalauszug | „Du hast mich abheben lassen, höher als zur Decke gebracht. Oh ja, das ist ein Wahnsinnsgefühl. Du hast mich abheben lassen, fühl mich so großartig. Süße, wie bist du nur so raffiniert geworden?“ – Refrain, Übersetzung |

## Musikvideo
Das Musikvideo zu Suga Suga wurde in New York City gedreht. Zu Beginn sind Baby Bash und Frankie J gemeinsam in einem Auto zu sehen, die am Broadway an einer Ampel halten müssen. Während der Haltezeit schauen sie ein Video. In diesem sind die beiden mit einer Gruppe und vielen Frauen zu sehen, wie sie den Tag am „Suga Blvd.“ verbringen. Am Ende des Videos werden die beiden auf einmal von drei Frauen überrascht, die plötzlich auf der Rückbank sitzen. Zusammen mit ihnen fahren sie nach der Rotphase weiter. Die Gesamtlänge des Videos ist 4:04 Minuten. Regie führte Cousin Mike. Produziert wurde das Video von Todd Harter. Bis heute zählt das Musikvideo über 213 Millionen Aufrufe bei YouTube (Stand: April 2023).

## Mitwirkende
| Liedproduktion - Francisco Bautista (Frankie J): Gesang, Komponist, Liedtexter - Ronald Bryant (Baby Bash): Komponist, Liedtexter, Rap - James Hoover: Abmischung, Tonmeister - Gary Moon: Mastering - Nathan „Happy“ Perez: Abmischung, Musikproduzent, Tonmeister, Komponist, Liedtexter | Artwork (Musikvideo) - Cousin Mike: Regisseur (Musikvideo) - Todd Harter: Filmproduzent (Musikvideo) Unternehmen - Universal Music Group: Musiklabel - Universal Music Publishing: Vertrieb |

## Kommerzieller Erfolg

### Chartplatzierungen
Suga Suga erreichte in Deutschland Position vier der Singlecharts und konnte sich insgesamt sieben Wochen in den Top 10 und 16 Wochen in den Charts halten. In Österreich erreichte die Single Position acht und konnte sich insgesamt eine Woche in den Top 10 und 17 Wochen in den Charts halten. In der Schweiz erreichte die Single Position zwei und konnte sich insgesamt zehn Wochen in den Top 10 und 26 Wochen in den Charts halten. In den Vereinigten Staaten erreichte die Single Position sieben und konnte sich insgesamt elf Wochen in den Top 10 und 33 Wochen in den Charts halten. 2004 platzierte sich Suga Suga in den Jahres-Singlecharts auf Position 32 in Deutschland, Position 60 in Österreich und Position 15 in der Schweiz. Des Weiteren erreichte die Single Position eins in Neuseeland.
Für Baby Bash ist dies weltweit der erste Charterfolg. In Deutschland und der Schweiz konnte sich bis heute keine Single von ihm höher und länger in den Charts platzieren. In Österreich und den Vereinigten Staaten konnte sich bis heute keine Single länger in den Charts platzieren. Für Frankie J ist dies nach Don’t Wanna Try bereits der zweite Charterfolg in den Vereinigten Staaten, sowie der erste und bis heute letzte im deutschsprachigen Raum. In den Vereinigten Staaten konnte sich bis heute keine Single von ihm länger in den Charts platzieren.
| ChartsChartplatzierungen       | Höchstplatzierung | Wochen |
| ------------------------------ | ----------------- | ------ |
| Deutschland (GfK)              | 4 (16 Wo.)        | 16     |
| Österreich (Ö3)                | 8 (17 Wo.)        | 17     |
| Schweiz (IFPI)                 | 2 (26 Wo.)        | 26     |
| Vereinigte Staaten (Billboard) | 7 (33 Wo.)        | 33     |

| ChartsJahrescharts (2004) | Platzierung |
| ------------------------- | ----------- |
| Deutschland (GfK)         | 32          |
| Österreich (Ö3)           | 60          |
| Schweiz (IFPI)            | 15          |

### Auszeichnungen für Musikverkäufe
Suga Suga wurde weltweit mit einer Silbernen, einer Goldenen und sechs Platin-Schallplatten für über 4,4 Millionen verkaufte Einheiten ausgezeichnet.

| Land/Region                  | Auszeichnungen für Musikverkäufe (Land/Region, Auszeichnung, Verkäufe) | Verkäufe  |
| ---------------------------- | ---------------------------------------------------------------------- | --------- |
| Australien (ARIA)            | Platin                                                                 | 70.000    |
| Deutschland (BVMI)           | Gold                                                                   | 150.000   |
| Neuseeland (RMNZ)            | Platin                                                                 | 10.000    |
| Vereinigte Staaten (RIAA)    | 4× Platin                                                              | 4.000.000 |
| Vereinigtes Königreich (BPI) | Silber                                                                 | 200.000   |
| Insgesamt                    | 1× Silber · 1× Gold · 6× Platin ·                                      | 4.430.000 |

## Coverversion von Robin Schulz und Francesco Yates
Bei Sugar handelt es sich um eine Coverversion des Originals Suga Suga, das vom deutschen DJ Robin Schulz und dem kanadischen Singer-Songwriter Francesco Yates in eine Deep-House-Version abgewandelt wurde. Das Stück ist die zweite Singleauskopplung aus seinem zweiten Studioalbum Sugar.

### Entstehung und Artwork
Geschrieben wurde das Lied von Frank Bautista, Ronald Bryant, dem Produzenten-Trio Junkx (bestehend aus: Dennis Bierbrodt, Jürgen Dohr und Guido Kramer), Nathan Perez, Robin Schulz sowie Francesco Yates. Am Originaltext wurde nichts verändert, nur dass die Strophen größtenteils entfallen sind. Produziert und gemischt wurde die Single von Schulz, in Zusammenarbeit mit dem deutschen Produzentteam Junkx. Die Single wurde unter den Musiklabels Tonspiel und Warner Music Group veröffentlicht. Auf dem Cover der Maxi-Single ist – neben Künstlernamen und Liedtitel – eine Karikatur eines Frauenmundes, die an einem Dauerlutscher leckt, zu sehen. Das Artwork stammt von Rocket & Wink.

### Veröffentlichung und Promotion
Die Erstveröffentlichung von Sugar erfolgte am 17. Juli 2015 in Deutschland, Österreich und der Schweiz. Die Maxi-Single wurde als 2-Track-Single veröffentlicht und beinhaltet neben der Radioversion eine Extended Version von Sugar. Ende Juli 2015 war Sugar der offizielle Werbesong für die Pro7 Primetime-Werbung. Ende November 2015 sang Yates das Lied in einer Solo-Version bei den American Music Awards. Im deutschsprachigen Raum erfolgte ein gemeinsamer Fernsehauftritt zur Hauptsendezeit während Menschen 2015 im ZDF.

### Musikvideo
Vor der Veröffentlichung eines offiziellen Musikvideos erschien am 17. Juli 2015 ein Lyrik-Video zu Sugar. Das endgültige Musikvideo wurde in El Monte (Kalifornien) und Berlin gedreht und feierte am 24. Juli 2015 auf YouTube seine Premiere. Zu sehen ist der Polizist Officer Finkleman (gespielt von Nathan Barnatt), der L.A. unsicher macht. Zu Beginn ist er noch im normalen Fahrstil auf Streife, doch als er im Radio Sugar hört, dreht er das Stück laut auf, beginnt unruhig zu werden und lebt plötzlich in seiner eigenen Welt. Er bewegt sich zur Musik und beginnt Schlangenlinien zu fahren. Später achtet er nicht mehr auf die Umwelt und fährt Gegenstände um. Es folgt eine lange Szene, in der Officer Finkleman oberkörperfrei seinen Streifenwagen in einer Autowaschanlage wäscht und auf seinem Auto tanzt. Gegen Ende wechselt er seine Kleidung und trägt nun die eines Rappers. Diese Szene ist ein Tribut an Baby Bash, der im Original ähnlich bekleidet auftritt und ähnliche Gesten verwendet. Das Video endet mit einem sich mit dem Auto überschlagenden Finkleman, der trotzdem weiter im Auto zur Musik mitgeht. Zwischendurch erscheint immer wieder Yates, der vor einem verlassenen Gebäude inmitten einer Landschaft das Lied singt. Schulz ist nur einmal kurz auf einem Werbeplakat zu sehen. Am ersten Drehtag wurde in Berlin die kurze Szene von Schulz gedreht. Am zweiten und dritten folgten alle Szenen von Officer Finkleman und am vierten Drehtag erfolgten die Szenen von Yates. Die Gesamtlänge des Videos ist 3:42 Minuten. Regie führte Zak Stoltz. Bis heute zählt das Video über 647 Millionen Aufrufe bei YouTube (Stand: November 2021).

### Mitwirkende
| Liedproduktion - Frank Bautista: Komponist, Liedtexter - Ronald Bryant: Komponist, Liedtexter - Junkx: Abmischung, Komponist, Musikproduzent - Nathan Perez: Komponist - Robin Schulz: Abmischung, DJ, Komponist, Musikproduzent - Francesco Yates: Gesang, Komponist | Artwork (Musikvideo) - Nathan Barnatt: Schauspieler (Musikvideo) - Judy Craig: Filmproduzent (Musikvideo) - Zak Stoltz: Regisseur (Musikvideo) - Jim Zahnd: Stuntman (Musikvideo) Unternehmen - Rocket & Wink: Artwork (Cover) - Tonspiel: Musiklabel - Warner Music Group: Musiklabel |

### Kommerzieller Erfolg

#### Chartplatzierungen
Sugar erreichte in Deutschland Position eins der Singlecharts und hielt sich dort für drei Wochen sowie 16 Wochen in den Top 10 und 55 Wochen in den Charts. In den deutschen Dancecharts erreichte die Single für 16 Wochen die Chartspitze. Mit 16 Wochen an der Chartspitze löste Sugar den vorherigen Rekordhalter Ain’t Nobody (Loves Me Better) von Felix Jaehn feat. Jasmine Thompson ab (7 Wochen). Sugar wurde zwei Jahre später, im Jahr 2017, von Axwell Λ Ingrosso und ihrem Hit More Than You Know abgelöst (17 Wochen). Des Weiteren platzierte sich Sugar neun Wochen an der Spitzenposition der deutschen Airplaycharts, solange wie keine andere Single im Kalenderjahr 2015. In Österreich erreichte die Single ebenfalls Position eins und konnte sich insgesamt zwei Wochen an der Spitze, 13 Wochen in den Top 10 und 44 Wochen in den Charts halten. In der Schweizer Hitparade erreichte Sugar ebenfalls Position eins und konnte sich insgesamt eine Woche an der Spitze, 23 Wochen in den Top 10 und 51 Wochen in den Charts halten. Im Vereinigten Königreich erreichte die Single in 34 Chartwochen mit Position 21 seine höchste Notierung und in den Vereinigten Staaten in 15 Chartwochen mit Position 44. 2015 platzierte sich Sugar in den deutschen Single-Jahrescharts auf Position acht, sowie auf Position zehn in Österreich und auf Position 18 in der Schweiz. 2016 platzierte sich die Single auf Position 82 in den deutschen Single-Jahrescharts, sowie auf Position 36 in der Schweiz und auf Position 88 im Vereinigten Königreich. Des Weiteren erreichte Sugar Position eins in Tschechien (Singles Digital 100).
Für Schulz als Interpret ist dies der sechste Charterfolg in Deutschland, Österreich und der Schweiz, sowie der fünfte im Vereinigten Königreich und der dritte in den Vereinigten Staaten. Es ist sein fünfter Top-10- und Nummer-eins-Erfolg in Deutschland, Österreich und der Schweiz. Als Produzent ist es sein vierter Charterfolg in Deutschland, Österreich und der Schweiz, sowie sein dritter im Vereinigten Königreich und sein erster in den Vereinigten Staaten. Es ist sein dritter Top-10-Erfolg in allen drei deutschsprachigen Ländern, sowie sein erster Nummer-eins-Erfolg in Deutschland, Österreich und der Schweiz. Als Autor ist es sein dritter Charterfolg in Deutschland, Österreich, der Schweiz und dem Vereinigten Königreich, sowie sein erster in den Vereinigten Staaten. Es ist sein dritter Top-10-Erfolg in allen drei deutschsprachigen Ländern, sowie sein erster Nummer-eins-Erfolg in Deutschland, Österreich und der Schweiz. Für Yates als Interpret und Autor ist es weltweit der erste Charterfolg.
| ChartsChartplatzierungen       | Höchstplatzierung | Wochen |
| ------------------------------ | ----------------- | ------ |
| Deutschland (GfK)              | 1 (55 Wo.)        | 55     |
| Kanada (MC)                    | 42 (20 Wo.)       | 20     |
| Österreich (Ö3)                | 1 (44 Wo.)        | 44     |
| Schweiz (IFPI)                 | 1 (51 Wo.)        | 51     |
| Vereinigte Staaten (Billboard) | 44 (15 Wo.)       | 15     |
| Vereinigtes Königreich (OCC)   | 21 (34 Wo.)       | 34     |

| ChartsJahrescharts (2015) | Platzierung |
| ------------------------- | ----------- |
| Deutschland (GfK)         | 8           |
| Österreich (Ö3)           | 10          |
| Schweiz (IFPI)            | 18          |

| ChartsJahrescharts (2016)    | Platzierung |
| ---------------------------- | ----------- |
| Deutschland (GfK)            | 82          |
| Schweiz (IFPI)               | 36          |
| Vereinigtes Königreich (OCC) | 88          |

| ChartsJahrescharts (2010–2019) | Platzierung |
| ------------------------------ | ----------- |
| Österreich (Ö3)                | 46          |

#### Auszeichnungen für Musikverkäufe
Sugar wurde im November 2020 in Deutschland für über eine Million verkaufter Einheiten mit Diamant ausgezeichnet. Damit zählt Sugar zu den meistverkauften Singles in Deutschland und avancierte zum zweiten Millionenseller in Deutschland nach Prayer in C (Robin Schulz Remix) für Schulz. Bereits im Februar 2016 wurde die Single in Österreich mit einer Platin-Schallplatte für über 30.000 verkaufte Einheiten ausgezeichnet. Es folgten weitere Auszeichnungen in den Vereinigten Staaten und dem Vereinigten Königreich, sowie in Australien, Dänemark, Frankreich, Italien, Kanada, Neuseeland, Norwegen, den Niederlanden, Polen, Portugal und der Schweiz. Damit wurde die Single weltweit 35 Mal mit Platin und fünf Mal mit Diamant, für über sechs Millionen verkaufte Einheiten, ausgezeichnet.

| Land/Region                  | Auszeichnungen für Musikverkäufe (Land/Region, Auszeichnung, Verkäufe) | Verkäufe  |
| ---------------------------- | ---------------------------------------------------------------------- | --------- |
| Australien (ARIA)            | 6× Platin                                                              | 420.000   |
| Belgien (BRMA)               | Platin                                                                 | 30.000    |
| Dänemark (IFPI)              | 2× Platin                                                              | 180.000   |
| Deutschland (BVMI)           | Diamant                                                                | 1.000.000 |
| Frankreich (SNEP)            | Diamant                                                                | 333.333   |
| Italien (FIMI)               | 5× Platin                                                              | 250.000   |
| Kanada (MC)                  | 6× Platin                                                              | 480.000   |
| Neuseeland (RMNZ)            | 5× Platin                                                              | 150.000   |
| Niederlande (NVPI)           | Platin                                                                 | 30.000    |
| Norwegen (IFPI)              | Platin                                                                 | 40.000    |
| Österreich (IFPI)            | Platin                                                                 | 30.000    |
| Polen (ZPAV)                 | 3× Diamant                                                             | 750.000   |
| Portugal (AFP)               | Platin                                                                 | 10.000    |
| Schweiz (IFPI)               | 2× Platin                                                              | 60.000    |
| Spanien (Promusicae)         | 2× Platin                                                              | 120.000   |
| Vereinigte Staaten (RIAA)    | Platin                                                                 | 1.000.000 |
| Vereinigtes Königreich (BPI) | 2× Platin                                                              | 1.200.000 |
| Insgesamt                    | 36× Platin · 5× Diamant ·                                              | 6.093.333 |

Hauptartikel: Robin Schulz/Auszeichnungen für Musikverkäufe

## Coverversion von Robin Schulz, Dario Rodriguez, Montez und RAF Camora
Bei Vorbei handelt es sich um eine deutschsprachige Coverversion des Originals Suga Suga, das von Montez, RAF Camora und Robin Schulz, in Zusammenarbeit mit Dario Rodriguez, aufgenommen wurde.

### Entstehung und Artwork
Geschrieben wurde das Lied von den Originalautoren Frank Bautista, Ronald Bryant und Nathan Perez. Für die Produktion zeichneten Fillies, Mohamad Hoteit (The Royals), das Produzenten-Quartett Junkx (bestehend aus Dennis Bierbrodt, Stefan Dabruck, Jürgen Dohr und Guido Kramer), Robin Schulz, Sign sowie das Produzentenduo The Cratez (bestehend aus David Kraft und Tim Wilke) verantwortlich. Junkx war zudem für die Abmischung, Instrumentierung und Programmierung zuständig. Die Instrumentierung sowie die Programmierung tätigte es gemeinsam mit Schulz. Das Mastering erfolgte durch die Brüder Dirk und Marco Duderstadt.

### Veröffentlichung und Promotion
Die Erstveröffentlichung von Vorbei erfolgte als Single am 22. September 2023. Diese erschien als digitaler Einzeltrack zum Download und Streaming durch Warner Music. Auf dem Frontcover der Single ist, neben Liedtitel und Interpretenangabe, eine Werbetafel mit RAF Camora, Robin Schulz und Montez (v. l. n. r.) zu sehen.

### Inhalt
Der Liedtext zu Vorbei ist in deutscher Sprache verfasst. Die Musik wurde von Frank Bautista, Ronald Bryant und Nathan Perez komponiert; der Text von Bautista und Bryant geschrieben. Obwohl das Lied über einen neuen deutschen Text verfügt, werden lediglich die Originaltexter als Urheber aufgeführt. Musikalisch und stilistisch bewegt sich das Lied im Bereich des Dance und Rap. Das Tempo beträgt 150 Schläge pro Minute. Die Tonart ist f-Moll. Inhaltlich geht es in dem Lied um eine bevorstehende Trennung einer Liebesbeziehung beziehungsweise deren Ende.
Aufgebaut ist das Lied aus zwei Strophen, einem Refrain und einem Outro. Das Lied beginnt zunächst mit dem vierzeiligen Refrain, der mit einem Postchorus endet. Dieser setzt sich ebenfalls aus vier Zeilen zusammen und ist größtenteils eine Wiederholung der letzten Refrainzeile. Beide Abschnitte werden durch Montez interpretiert. Auf den ersten Refrain folgt die erste Strophe, die aus zwölf Zeilen besteht und von RAF Camora gerappt wird. Der gleiche Aufbau wiederholt sich, nur das der Refrain diesmal von Montez und RAF Camora zusammen und die zweite Strophe alleine von Montez dargeboten werden. Nach der zweiten Strophe setzt zum dritten Mal der Refrain ein, der wieder allein von Montez interpretiert wird. Das Lied endet schließlich mit dem Outro, in dem lediglich die letzte Refrainzeile zweimal von Montez wiederholt wird.

„Baby, was machst du nachts um eins, wenn du allein bist?

Denkst du an mich, aber traust dich nicht zu schreiben?

Wir war’n perfekt, aber immer nur am streiten.

Babe, ich glaub’, es ist vorbei“

### Mitwirkende
Liedproduktion
- Frank Bautista: Komponist, Liedtexter
- Ronald Bryant: Komponist, Liedtexter
- Duderstadt: Mastering
- Fillies: Musikproduzent
- Mohamad Hoteit (The Royals): Musikproduzent
- Junkx: Abmischung, Keyboard, Musikproduzent, Programmierung
- Montez: Rap
- RAF Camora: Rap
- Nathan Perez: Komponist
- Dario Rodriguez: Remix
- Robin Schulz: Keyboard, Musikproduzent, Programmierung
- Sign: Musikproduzent
- The Cratez: Musikproduzent

Unternehmen
- Warner Music Group: Musiklabel

### Chartplatzierungen
Vorbei stieg am 29. September 2023 auf Rang 22 der deutschen Singlecharts ein, in den Midweekcharts der gleichen Chartwoche erreichte es noch Rang 18. Darüber hinaus erreichte das Lied Rang 15 der deutschsprachigen Singlecharts sowie Rang 23 der Streamingcharts. In Österreich stieg Vorbei am 3. Oktober 2023 auf Rang 13 ein, in der Schweiz am 1. Oktober 2023 auf Rang 43.
RAF Camora erreichte als Interpret hiermit zum 117. Mal die deutschen Singlecharts sowie zum 105. Mal in Österreich und 76. Mal in der Schweiz. Für Robin Schulz als Interpret ist es je der 26. Charthit in Deutschland und der Schweiz sowie der 22. in Österreich. Es ist nach Willst du der zweite deutschsprachige Titel von Schulz, der die Charts in allen drei Ländern erreichte. Montez platzierte mit Vorbei den 21. Titel in den deutschen Singlecharts, den siebten in Österreich sowie nach Auf & ab, Mond, Ein Jahr und Spät nach Haus den fünften in der Schweiz. Für Dario Rodriguez als Interpret avancierte es zum ersten Charthit in allen Ländern.
| ChartsChartplatzierungen | Höchstplatzierung | Wochen |
| ------------------------ | ----------------- | ------ |
| Deutschland (GfK)        | 22 (4 Wo.)        | 4      |
| Österreich (Ö3)          | 13 (4 Wo.)        | 4      |
| Schweiz (IFPI)           | 43 (1 Wo.)        | 1      |